# Servizio Aeronautico
Il Servizio Aeronautico (dal 1913 Corpo Aeronautico) era un reparto destinato agli aeromobili dell'Esercito del Regno d'Italia.
Istituito il 6 novembre 1884, divenne Corpo aeronautico autonomo il 18 giugno 1913.
Il Regio Decreto nº 451 del 20 aprile 1920 istituì l'Arma Aeronautica del Regio Esercito e infine l'istituzione nel 1923 della Regia Aeronautica.

## Storia

### Le origini
Il Ministero della Guerra, nel 1884, su iniziativa del Tenente del Genio Alessandro Pecori Giraldi, autorizzava la costituzione di un Servizio Aeronautico presso il distaccamento di Roma della Brigata Mista del 3º Reggimento genio di Firenze ed il reparto si sarebbe occupato degli aerostati da ricognizione. Nel gennaio 1885 il Servizio Aeronautico fu denominato Sezione Aerostatica destinata, tra l'altro, all'uso dei due palloni frenati in dotazione: il Torricelli e l'Africo.

Nel 1886 la sezione, pur rimanendo di fatto basata a Roma, passò alle dipendenze della 6ª Compagnia del 3º Reggimento del genio di Firenze, raggruppando personale e dotazioni di altri reparti militari.

Emblema distintivo dal 1915 al 1923

La legge 23 giugno 1887 nº 4593 fu la prima legge aeronautica promulgata che normava ed istituiva, sempre in seno al 3º Reggimento del Genio,una Compagnia Specialisti del Genio, il comando fu trasferito dal Forte Tiburtina a Castel Sant'Angelo. Il primo pilota di aerostato militare fu il capitano Alessandro Pecori Giraldi, comandante della Compagnia. Il primo impegno bellico avvenne in Eritrea nel 1887-1888, in appoggio al corpo di spedizione al comando del Tenente generale Alessandro Asinari di San Marzano che doveva riconquistare Saati, persa in seguito all'esito della battaglia di Dogali. Si impiegarono tre palloni per la ricognizione delle posizioni avversarie, ma non parteciparono ad alcuna azione bellica.
Il primo pallone libero fu costruito dal capitano Maurizio Mario Moris, a proprie spese, sui piani di costruzione del tenente Cesare Dal Fabbro. Compì il suo primo volo salendo dai Prati di Castello, a Roma, l'11 giugno 1894, con a bordo gli stessi Moris e Dal Fabbro, i quali non avevano avuto precedenti esperienze. Anzi, essendo entrambi sprovvisti del "brevetto di pilota di sferico", ricevettero sanzioni disciplinari dall'autorità militare, per aver sperimentato il volo senza autorizzazione.
Il 6 novembre 1894 la Compagnia Specialisti fu trasformata in Brigata Specialisti del Genio su tre compagnie, una sezione meccanica e un'officina basata alla Balduina (Roma). Il comando dell'unità fu assunto dal Maggiore Arduino, ben presto sostituito dal parigrado Gaetano Rossi.
Ma l'aerostato era un mezzo assai difficile da governare. Una soluzione migliore era rappresentata dal dirigibile (che appunto si può dirigere), una macchina, come lo era anche la mongolfiera, più leggera dell'aria. Il dirigibile era provvisto di motori ad elica e timoni aerodinamici. Nel 1904 il maggiore Moris assunse il comando della Sezione Aeronautica della Brigata Specialisti ed incaricò i tenenti Gaetano Arturo Crocco ed Ottavio Ricaldoni di impostare lo studio di un dirigibile. Nella caserma Cavour, nel maggio 1912 divenuta Stabilimento costruzioni aeronautiche (S.C.A.) con sede a Roma, furono eseguite le prime prove sperimentali su modelli in scala e studiata la dinamica dei fluidi. Il primo dirigibile, il Crocco-Ricaldoni nº 1 volò il 3 ottobre del 1908. Alla Brigata venne messo a disposizione, nel 1906, un assegno straordinario di 425 000 lire che integrava quello mensile di 50 000 lire (quest'ultima una cifra esigua per le esigenze della Brigata) e da qualche modesto intervento della Regia Marina.

### Stabilimento costruzioni aeronautiche (S.C.A.)[11][12]
Già laboratorio del Battaglione Specialisti del Genio, autonomo dal 1º luglio 1912, anche denominata Stabilimento Esperienze e Costruzioni Aeronautiche del Genio, fu costituita nel 1912 e diventò Direzione Superiore Studi e Esperienze (DSSE) nel giugno 1927, occupandosi della scienza aerodinamica, della navigazione aerea e della costruzione dei dirigibili.
Occupava un'area di 2000 mq ai Prati di Castello in Roma, era diretto nel 1913 dal maggiore Petrucci, un ufficiale superiore del Genio con alle sue dipendenze: ufficiali di artiglieria, genio, fanteria e ingegneri civili, 128 operai civili 32 operaie di sartoria e 326 operai militari.
Era composto da:
- Laboratorio Chimico per la produzione di idrogeno e ricerche sulle vernici
- Laboratorio aerostatico e Sala prove
- Reparto di progetti ed esperienze
- Reparto esperienze aero-idrodinamiche
- Reparto esperienze di artiglieria
- Officine meccaniche
- Sezione di Aviazione marina destinata a diventare autonoma

A completamento dello stabilimento vi era un Cantiere sperimentale a Vigna di Valle vicino al lago di Bracciano con due aviorimesse per i dirigibili di tipo P (70 m per 14 m di larghezza e 17 m di altezza) ed uno di tipo M (100 m di lunghezza, 21 m di larghezza e 28 m di altezza) entrambi comprensivi di trincea per la navicella.

### I primi campi volo
Nel frattempo era nato un mezzo rivoluzionario, l'aeroplano. Anche in Italia vi furono varie iniziative, e nel 1909 nacque il Circolo Aviatori, presieduto dall'attivissimo maggiore Moris. Il maggiore riuscì a portare in Italia Wilbur Wright con uno dei suoi biplani: tra il 15 ed il 26 aprile 1909 compì sul prato di quello che diventerà l'aeroporto di Centocelle 67 voli, trasportando 19 passeggeri ed istruendo il tenente di vascello Mario Calderara che divenne quindi il primo pilota con brevetto in Italia.

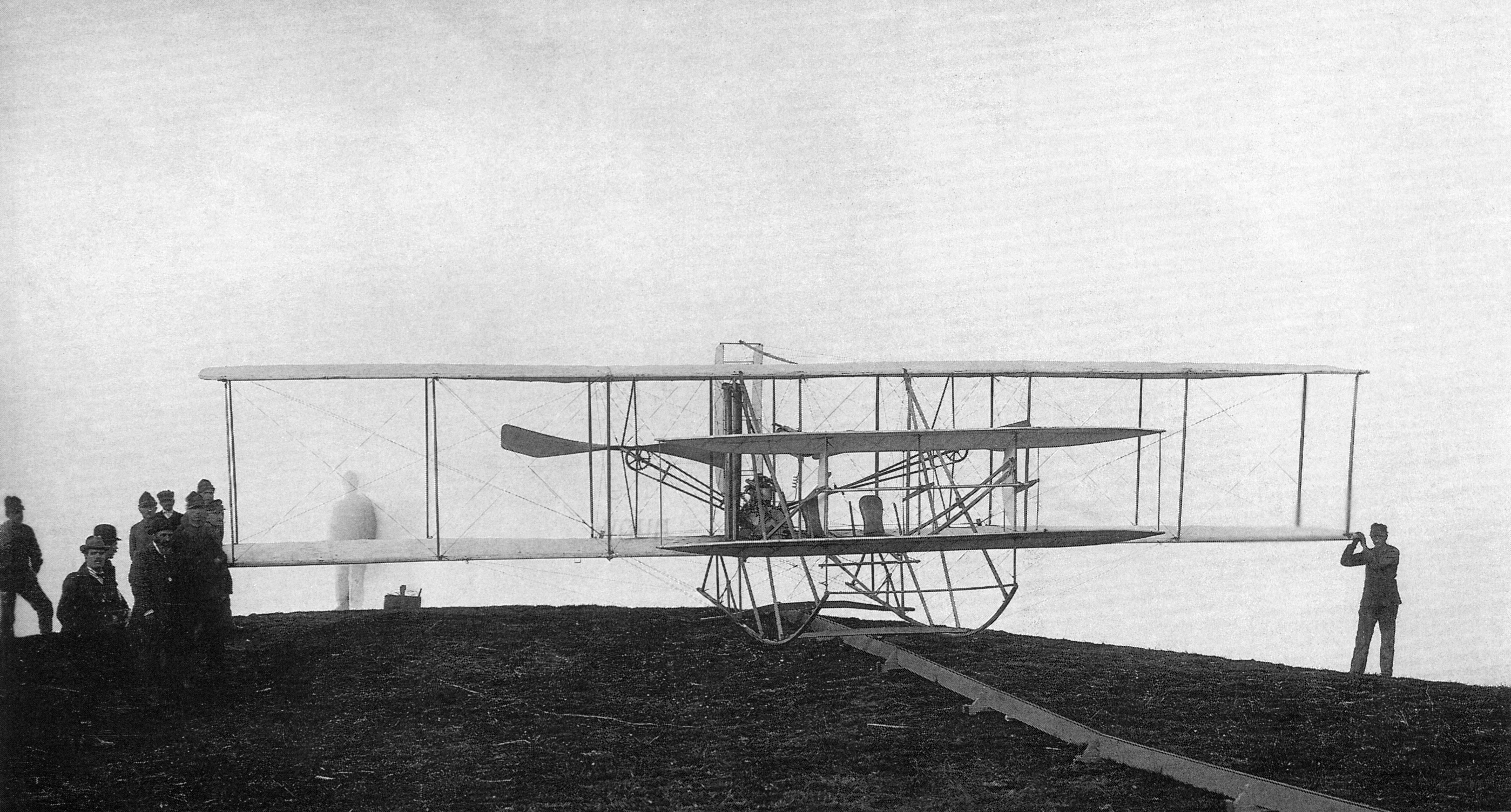
Wilbur Wright esegue con il suo biplano dimostrazioni di volo ed impartisce le prime lezioni al tenente di vascello Mario Calderara.

Quando Wright partì da Roma lasciò, come stabilito, l'aeroplano e Calderara impartì lezioni al tenente del Genio Umberto Savoja, cosicché in breve, il campo volo di Centocelle divenne la prima scuola di volo militare, nel gennaio del 1910. A capo del corso era il tenente colonnello Vittorio Cordero di Montezemolo, mentre il servizio sanitario era affidato al pilota Luigi Falchi. Moris gli disse: «l'ho scelta non perché Lei è medico, ma così si troverà sul campo senza avere l'aria di chi aspetta la disgrazia».
A causa delle limitazioni del campo di aviazione di Centocelle, si chiuse questa scuola e se ne aprirono altre due, una ad Aviano (Pordenone) e l'altra a Cascina Malpensa (Varese, allora Milano). Grazie all'interesse suscitato dall'aviazione, l'Esercito rese indipendente la Brigata Specialisti nel 1910, affidandola al tenente colonnello Moris. I vertici delle Forze armate credettero molto nella nuova arma aerea, tanto che la legge nº 422 del 10 luglio 1910 ed il successivo regio decreto 944 del 28 ottobre dello stesso anno indicavano l'assegnazione di fondi per materiali di volo ed assistenza, mentre la legge 515 del 17 luglio ed il decreto del 9 agosto 1910 stabilivano l'ampliamento e la struttura delle forze aeree. Inizialmente era prevista una spesa di ben 25 milioni di lire, ritenuta insostenibile dal Ministero del Tesoro e ridotta a 10 milioni. Ad ogni modo la relazione tenuta dal Ministro del Tesoro, onorevole Tedesco, e da quello della Guerra, generale Spingardi, era esplicita sul fatto che l'organizzazione aeronautica si sarebbe ampliata negli anni a venire.
La Brigata Specialisti si trasformò in Battaglione autonomo, con otto compagnie ed il 28 ottobre fu costituita la Sezione Aviazione. La prima occasione per sperimentare il nuovo mezzo aeronautico si presentò durante le manovre estive del Regio Esercito in Piemonte del 1911. Il Battaglione Specialisti, tra le cui file vi era anche il tenente Giulio Costanzi, mise a disposizione otto aeroplani, due dirigibili e due aerostati.

### La guerra di Libia
Il 29 settembre 1911 l'Italia dichiarava guerra all'Impero ottomano e venne mobilitato anche il Battaglione Specialisti. Il 2 ottobre vi fu il primo sbarco di fanti di marina sotto la copertura della flotta schierata davanti a Tripoli.
Il 15 ottobre arrivò anche l'aeronautica, formata da nove aeroplani, due Blériot XI, tre Nieuport IVG, due Etrich Taube e due biplani Farman, 11 piloti (tra cui il capitano Cesare Suglia che diverrà famoso per il primato di raid aereo più lungo della storia) e 30 uomini di truppa comandati da un tenente ed un sergente.
Il loro compito durante la guerra italo-turca era di compiere ricognizioni in territorio nemico per scoprire entità e spostamenti delle forze nemiche. La prima missione venne compiuta dal comandante della spedizione, capitano Carlo Maria Piazza, il 23 ottobre con un Blériot, la seconda dal capitano Riccardo Moizo, lo stesso giorno con un Nieuport. Lo stesso capitano Moizo riportò, due giorni dopo, le ali forate da tre fucilate, fu la prima azione di fuoco contro un aeroplano.
Il sottotenente Gavotti, il 1º novembre 1911, gettò a mano tre granate Cipelli da due chili su Ain Zara e una sull'Oasi di Tripoli stessa. Gli italiani eseguirono per primi al mondo tutte le tipologie di azioni militari poi divenute tipiche dell'impiego bellico aeronautico, come la ricognizione ed il bombardamento, tranne quella della caccia, dato che l'avversario non disponeva a sua volta di un'aviazione.
Il capitano Piazza eseguì il 28 ottobre il primo rilevamento di tiro per la corazzata Sardegna contro l'oasi di Zanzur, altrettanto fece il capitano Moizo il 24 novembre per una batteria contro l'artiglieria turca. Il 4 dicembre l'aeronautica svolse compiti di sorveglianza volando al fianco di tre colonne in marcia e verificando che non vi fossero uomini dell'esercito avversario in avvicinamento.
Anche in Cirenaica agivano squadriglie dell'aeronautica. Vicino a Bengasi il 15 dicembre 1911 il sottotenente di vascello Francesco Roberti fu attaccato per la prima volta dall'artiglieria. Il capitano Piazza, il 23 febbraio 1912 compì la prima fotoricognizione con una macchina fotografica Zeiss "Bebè" del Genio. Ogni volo consentiva un'unica istantanea, dato che il pilota non poteva cambiare la lastra fotografica con una sola mano, mentre l'altra era impegnata nel pilotaggio. I piloti in ricognizione eseguivano anche degli schizzi a mano delle zone d'interesse. Il 4 marzo il capitano Piazza ed il sottotenente Gavotti volarono per la prima volta di notte.
Il primo ferito in azione fu l'onorevole Carlo Montù, comandante della squadriglia volontari civili, colpito a una gamba mentre volava come osservatore in Cirenaica.
Dato che il terreno melmoso impediva di manovrare gli apparecchi a terra alla squadriglia di Bengasi, nella zona di Sabri, venne costruita una piattaforma in legno lunga 100 m e larga 12, probabilmente la prima pista artificiale al mondo. Il 2 maggio venne eseguita la prima ricognizione notturna e l'11 giugno il primo bombardamento notturno.
L'Italia pianse anche il primo pilota caduto in battaglia, il sottotenente di cavalleria Piero Manzini partito da Tripoli per una ricognizione fotografica il 25 agosto 1912. Il capitano Moizo divenne il primo aviatore prigioniero di guerra, a causa di un'avaria al motore che, il 10 settembre lo costrinse ad un atterraggio in zona nemica. Fu poi rilasciato l'11 novembre alla conclusione delle ostilità, dopo aver ricevuto un buon trattamento da parte degli ufficiali turchi. Il trattato di Losanna del 18 ottobre 1912 aveva posto fine alle ostilità ed aveva assicurato all'Italia il possesso di Libia e dell'Egeo.
L'aviazione italiana aveva partecipato alla guerra con quattro reparti rispettivamente a Tripoli, a Bengasi, a Derna ed a Tobruch. I mezzi erano tre dirigibili, il P2 e il P3 (la sigla «P» indica piccolo, «M» medio e «G» grande) a Tripoli, il P1 a Bengasi e vari aerostati. Questi ultimi erano impiegati soprattutto per la regolazione del tiro di artiglieria.
Nel settembre del 1912 Guglielmo Marconi aveva sperimentato con successo la trasmissione radiotelegrafica di alcuni messaggi da una nave in rada ad un aereo in volo. Un esperimento, comunicazioni da aereo a terra, inverso era stato compiuto dai russi nel luglio del 1912. La guerra in Libia venne seguita con molta attenzione all'estero e i risultati vennero sfruttati maggiormente dalle altre potenze che dalla stessa Italia.

### L'istituzione formale
Con la legge 27 giugno 1912 n. 698 fu istituito il Servizio Aeronautico presso la Direzione Generale del Genio e d'Artiglieria. Questo inquadrava il Battaglione Specialisti con dirigibili e aerostati a Roma, il Battaglione Aviatori con reparti di aeroplani e scuole di volo a Torino, lo Stabilimento di Costruzioni Aeronautiche (SCA) sempre a Roma e un cantiere sperimentale a Vigna di Valle (Roma).

### Il "Battaglione Aviatori"
Su proposta del pilota Leonino da Zara, l'Aero Club d'Italia indisse il 3 marzo 1912 una sottoscrizione «date ali alla Patria!» che fruttò circa tre milioni e mezzo di lire. Ma il nuovo problema da risolvere era la mancanza di industrie e progetti aeronautici italiani per potenziare la flotta. Nel 1913 fu indetto un concorso aperto a velivoli di qualsiasi provenienza a patto che fossero prodotti in Italia, ma non dette i risultati sperati.
Il conseguenza alla citata legge n. 698/1912 il 1º luglio venne costituito il Battaglione Aviatori composto da un Comando di stanza a Torino con sede in via Maria Vittoria, presso la Caserma Lamarmora e sede operativa il Comando Militare dell’aerodromo di Mirafiori, quattro Scuole di volo e cinque squadriglie d'aeroplani. Il suo primo comandante fu il tenente colonnello Vittorio Cordero di Montezemolo, con vice il maggiore Giulio Douhet, mentre all'esistente Compagnia Specialisti del Genio di Roma venne affidato il comando sui dirigibili e gli aerostati. L’aerodromo di Mirafiori di Torino inaugurato nel 1911 in occasione del 50º anniversario dell’Unità d’Italia divenne il Campo scuola del Battaglione, insieme alle altre tre scuole collocate a Pordenone, Aviano, Somma Lombardo (VA, allora MI) e alle cinque Squadriglie impegnate in Libia.
Il 3 giugno 1913 il Battaglione Aviatori partecipò a una grande parata aerea tenutasi sull'aeroporto di Torino-Mirafiori. In questa occasione 32 velivoli Bleriot, Nieuport e Farman, appartenenti a otto diverse squadriglie, assunsero per la prima volta una formazione di attacco. La Società Italiana Transaerea di Torino (SIT) costruiva Blériot e Voisin con motori Salmson, Isotta Fraschini e Gnòme 33 e costruì 25 di questi aeroplani. Francesco Baracca appartenne al Battaglione prendendo il brevetto all’aeroporto di Mirafiori, divenendo un eroico Asso della Grande Guerra.
Nel novembre dello stesso anno Douhet subentrò a Cordero di Montezemolo nel comando del Battaglione Aviatori. Il 13 dello stesso mese organizzò il battaglione in squadriglie perfettamente autonome dal punto di vista organizzativo e logistico, dotandole di aviorimesse smontabili, automezzi e carri officina costituendo così il I Gruppo volo.
L'ultimo schieramento del Battaglione Aviatori del 1914 era così compostoBattaglione Aviatori:
- 1ª Squadriglia autonoma su aeroplani Nieuport presso il Comando Battaglione Aviatori a Venaria Reale di Torino
- 1º Gruppo ad Aviano (comprendente la 2ª, 3ª, 13ª, 14ª Squadriglia su aeroplani Bleriot)
- 2º Gruppo a Pordenone (comprendente la 5ª, 6ª, 8ª Squadriglia su aeroplani Nieuport)
- 3º Gruppo a Padova (4ª Squadriglia su Bleriot, 7ª Squadriglia su Nieuport)
- 1° Sottogruppo Biplani a San Francesco al Campo di Torino (9ª, 10ª Squadriglia su aeroplani Farman)
- 2° Sottogruppo Biplani con la 11ª Squadriglia Farman a Brescia, 12ª Squadriglia Farman a Verona e la 16ª Squadriglia Bleriot Autonoma di Piacenza

Il Regio Decreto del 7 gennaio 1915 nº 11 soppresse il Battaglione Aviatori e istituì il Corpo aeronautico militare.

### La Sezione Aeronautica della Marina

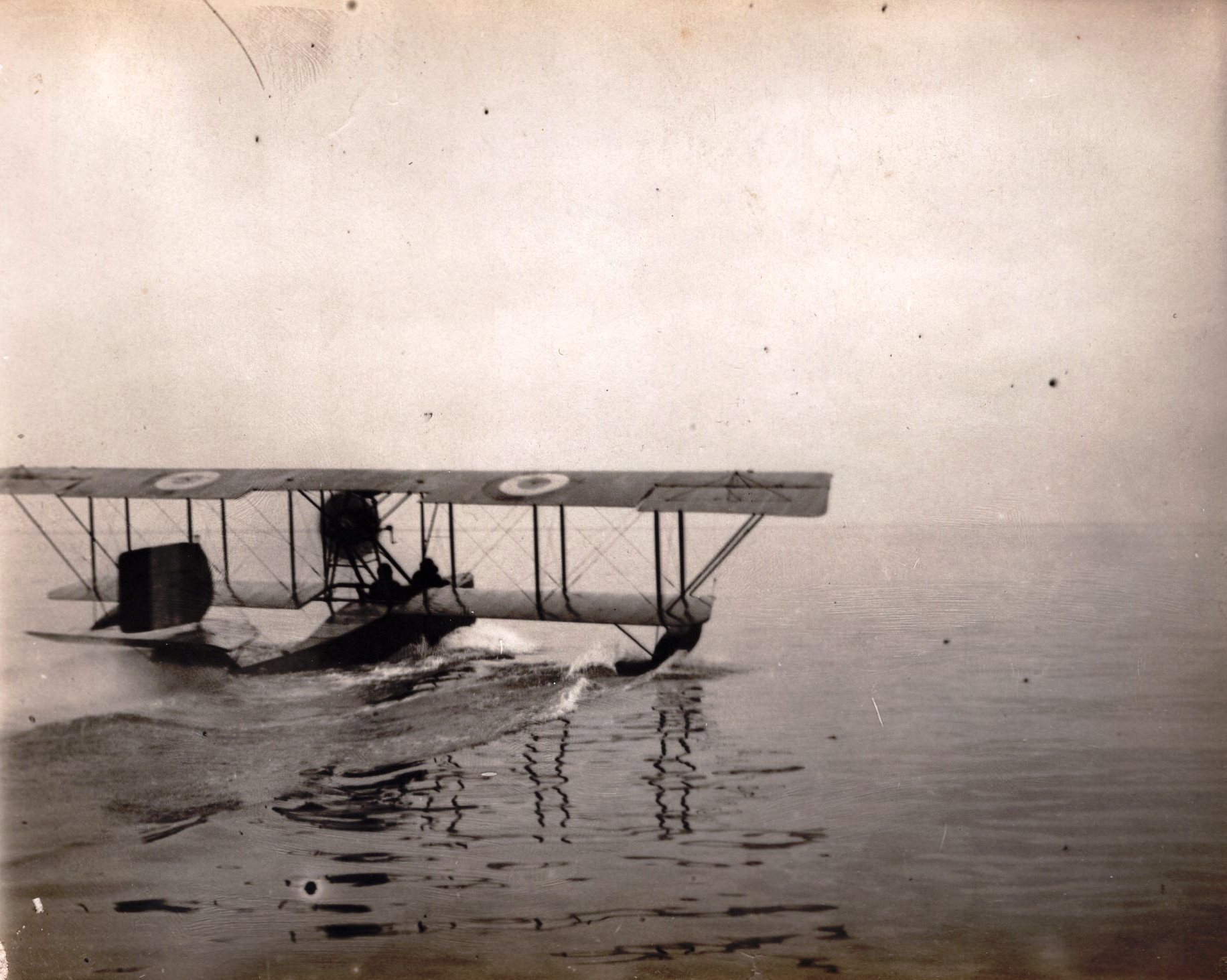
Idrovolante della Regia Marina nel porto di Salonicco nel 1916

Anche la Regia Marina volle creare una sua sezione aeronautica, a Venezia e composta di idrovolanti, nell'ottobre del 1912. E nel maggio del 1913 costituì presso il Primo Reparto dello Stato Maggiore una Sezione Aeronautica della Marina, che nel 1914 divenne il Quinto Reparto. Sino ad allora i piloti dell'aeronautica erano stati di provenienza mista da Regio Esercito e Regia Marina.
Un'altra priorità italiana era la costruzione della sezione idrovolanti, voluta nel 1913 dal Ministero della Guerra e posta al servizio della Regia Marina, per la difesa delle coste con base a Venezia in zona Le Vergini, presso l'Arsenale. I primi apparecchi furono i Borel ed i Farman francesi, mentre i piloti erano stati addestrati in Francia a Juan-les-Pins. Il 1º febbraio 1913 si istituì a Venezia una scuola di volo, dove si svolgeva anche attività di ricerca e realizzazione di nuove macchine disegnate dal tenente di vascello Manlio Ginocchio e da Alessandro Guidoni.
Presto le unità della flotta vennero dotate di idrovolanti che calavano in mare utilizzandoli per l'esplorazione. La prima corazzata ad adottare il nuovo mezzo fu la Dante Alighieri attrezzata con i Curtiss. La marina si dotò anche di dirigibili, ottenendo dall'esercito due cantieri, quello ubicato presso l'aeroporto di Jesi in provincia di Ancona e quello di Ferrara.
L'aviazione della Marina nel 1915 aveva a disposizione una trentina di idrovolanti, ma nessuno di essi era impiegabile con finalità belliche, e due dirigibili, e disponeva di 12 piloti di prima linea.

### Il Corpo Aeronautico Militare
Intanto l'aeronautica era divenuta un "Corpo Aeronautico" autonomo il 18 giugno 1913 e a fine anno contava tre gruppi che comprendevano 14 squadriglie dislocate in massima parte nell'Italia settentrionale, due a Roma e una a Tripoli. Ma si era lontani dagli obiettivi prefissati a causa soprattutto dei ritardi nelle consegne industriali e del fatto che alcuni tipi di aeroplano non rispondevano alle aspettative. I velivoli erano Blériot, Nieuport e biplani Farman. 
Il Regio decreto 7 gennaio 1915, poi convertito in legge nel 1917, istituì il "Corpo Aeronautico Militare", dipendente dal Ministero della guerra.
L'articolazione era:
- Corpo Aeronautico Militare
  - Comando aeronautica per aviatori
    - Battaglione squadriglie aviatori
    - Battaglione scuole aviatori

  - Comando aeronautica per dirigibilisti e aerostieri
    - Battaglione dirigibilisti
    - Battaglione aerostieri

  - Direzione tecnica dell'aviazione militare
    - Stabilimento costruzioni aeronautiche

  - Istituto centrale aeronautico

### La grande guerra
Tra la fine di luglio e gli inizi di agosto scoppiava in Europa il conflitto che avrebbe assunto proporzioni mondiali e tutte le grandi potenze in lotta si erano impegnate nella costituzione di una componente aeronautica. La Francia disponeva di oltre 600 aeroplani, la Russia addirittura mille, la Germania 500 aerei e 40 dirigibili ed aveva anche ideato una più corretta visione dell'arma aerea.

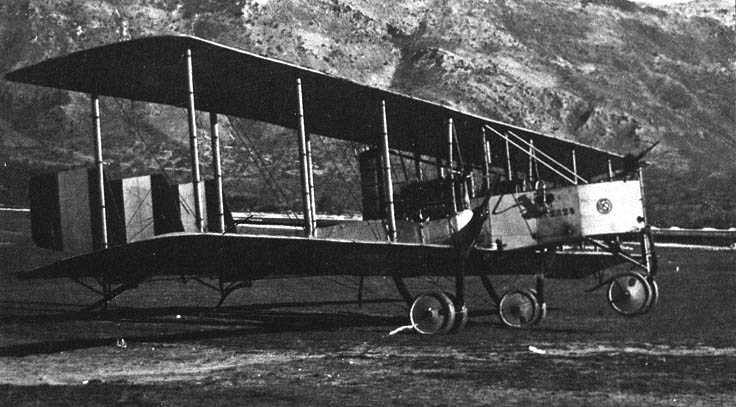
Il trimotore Caproni Ca.33 (450 hp) dotato di motori Isotta Fraschini V.4B, a Takiraga, (Albania).

L'Italia, in un clima di incertezza politica e diplomatica, non aveva ancora idea da che parte schierare le truppe ed agli inizi si era dichiarata neutrale. Lo scarso potenziale industriale aeronautico aveva costretto l'Italia a rivolgersi all'estero sia per il rinnovo del parco aereo che per l'addestramento dei tecnici, in particolare Gran Bretagna, Francia, Germania e persino Stati Uniti d'America.
In Francia si acquistarono le licenze per i Farman 1914 (Farman 14), i Nieuport, i Caudron ed i Voisin, per i motori Gnome e Canton-Unné. In Germania per gli Automobil und Aviatik e gli Albatros e per i motori Maybach, ma con la guerra la Germania bloccò le esportazioni, mentre Francia e Regno Unito posero condizioni politiche.
La mancanza di un riordino dell'aeronautica ostacolò la creazione di nuove componenti dato che sia il Regio Esercito che la Regia Marina erano restii a privarsi di personale valido. A fine autunno del 1914 un programma prevedeva la costituzione di nuove squadriglie, ma l'industria non riusciva a produrre che meno di dieci aerei al giorno. In questa situazione nacquero industrie quali l'Aeronautica Macchi, la Società Anonima Meccanica Lombarda (SAML), la Savoia e la Società Idrovolanti Alta Italia.
L'ingegner Giovanni Battista Caproni concepiva, già nel 1913, un biplano trimotore di dimensioni generose, inconsuete ad esclusione del bombardiere quadrimotore Sikorsky Ilya Muromets (nome di un eroe delle leggende russe).
Dopo varie traversie politico-burocratiche il "Corpo Aeronautico Militare" divenne operativo, immediatamente subordinato all'Arma del genio del Regio Esercito, con una Direzione Generale dell'Aeronautica al Ministero della Guerra affidata al colonnello Maurizio Mario Moris.
Il Comando dell'Aeronautica comprendeva il Battaglione Dirigibilisti, il Battaglione Aerostieri e lo stabilimento di costruzioni aeronautiche, mentre il Comando dell'Aviazione comprendeva un Battaglione Aviatori, un Battaglione Scuole Aviatori, una direzione tecnica dell'aviazione militare e un Istituto Centrale Aeronautico.
Uno stanziamento di 16 milioni e mezzo di lire era destinato agli approvvigionamenti dell'Arma aeronautica e della aviazione della Marina (5 milioni di lire), ma la somma venne giudicata insufficiente soprattutto se confrontata con il bilancio delle altre aviazioni, e venne quindi aumentata a quasi 17 milioni di lire per la sola aviazione dell'esercito consentendo l'ordinazione di 193 aeroplani e 330 motori. Il problema del personale venne risolto creando un organico proprio, comprendente 374 ufficiali provenienti da tutte le armi. La politica interventista dell'onorevole Antonio Salandra portò ad un'intensa preparazione bellica. Gli aeroplani a disposizione dell'aviazione dell'esercito erano complessivamente 86 ripartiti in 15 squadriglie, delle quali solo 12 operative con 75 apparecchi. I piloti con brevetto militare erano 70, con altri 20 in corso di istruzione, 40 riserve o istruttori nelle scuole.

#### Entrata in guerra dell'Italia
A maggio 1915 la forza aerea dell'esercito era composta da sei squadriglie Blériot con 37 aerei per 30 piloti, quattro squadriglie Nieuport monoplani con 27 aerei per 20 piloti e quattro squadriglie Farman con 22 aerei per 20 piloti.

S.V.A. V conservato presso il Museo storico dell'Aeronautica Militare di Vigna di Valle

L'esercito austro-ungarico disponeva di 96 aerei e un dirigibile. L'aviazione italiana non aveva compiuto nessun miglioramento tecnologico dalla guerra di Libia ed il giorno 24 maggio 1915, quando fu data l'autorizzazione a passare il confine, gli aeroplani italiani poterono compiere solo ricognizioni. La notte dello stesso 24 maggio gli idrovolanti austriaci bombardarono Venezia. Questa e le altre incursioni in territorio veneto ebbero almeno il risvolto di suscitare attenzione verso l'arma aeronautica.
Il 24 maggio un Blériot XI della 1ª Squadriglia da ricognizione e combattimento compie la prima missione lanciando bombe su Sagrado.
Il 25 maggio 2 Nieuport X (Nieuport IVM) della 5ª Squadriglia da ricognizione e combattimento bombardano le officine di Monfalcone, 3 Nieuport X della 6ª Squadriglia da ricognizione e combattimento bombardano la centrale elettrica di Monfalcone e 2 Farman 14 della 10ª Squadriglia da ricognizione e combattimento attaccano la stazione di Gorizia.
Il 26 maggio la 13ª Squadriglia da ricognizione e combattimento con un Blériot lancia le prime bombe su Gorizia.
Nei primi mesi di guerra la k.u.k. Luftfahrtruppen, l'aviazione austroungarica, effettuò numerose incursioni, in particolare a Venezia, Padova, Treviso e Milano, che fu bombardata il 14 febbraio 1916 da 11 biplani Lloyd C.II e Lohner B.VII partiti dal Trentino. A La Spezia toccò l'11 luglio, da un solo Brandenburg pilotato dal sergente Joseph Siegel, a Napoli il 10 marzo, dal dirigibile tedesco L-59, partito dalla Bulgaria. I danni furono lievi, ma si ebbero molte vittime civili. A protezione di Napoli, dopo il bombardamento, fu schierata una squadriglia di idrocaccia della Marina con sede a Pozzuoli, mentre per la difesa di Milano furono impiegati anche i trimotori Caproni.
Da gennaio 1916 la 4ª Squadriglia per l'artiglieria utilizza i primi radioapparati per la segnalazione con l'artiglieria sui Caudron G.3.
Fin dal 1916 venne distaccato a Valona, in Albania, l'8º Gruppo, mentre il 21º era schierato a Sakulevo, lungo il fronte macedone. In Francia si trasferì invece il 18º Gruppo composto da tre squadriglie di Caproni, dove operarono assieme all'aeronautica francese. In Libia si trovavano la 104ª e la 106ª Squadriglia Farman e la 12ª Caproni contro gli insorti che minacciavano le città sulla costa, dove la guarnigione italiana si era ridotta. I tedeschi avevano installato a Misurata una potente stazione radio per comunicare con i sommergibili, la quale venne distrutta dagli aerei italiani nel settembre del 1918.
Il Servizio Aeronautico della Regia Marina disponeva di tre aeroscali per dirigibili, e di cinque stazioni idrovolanti. 
La minaccia dei sommergibili era stata di tale portata nel Mediterraneo che le forze italiane furono costrette a creare un servizio di sorveglianza formato da 20 idrovolanti e 10 dirigibili lungo tutte le rotte. Nel 1916 contro 154 incursioni italiane ve ne furono 562 austriache, ma nel 1918 quelle austriache furono 542 e quelle italiane 1.224.
In base ad un accordo con la Francia che prevedeva la mutua assistenza, una squadriglia di 6 aerei Nieuport da caccia atterrò sul campo di Venezia Lido nel dicembre 1915 affiancata da una squadriglia di idrovolanti FBA (Franco-British Aviation Company) a Sant'Andrea. L'aeronautica italiana compì un enorme sforzo per restare al passo di quella nemica, mentre già alla fine di giugno la linea degli apparecchi era già profondamente usurata. Gli aerei vennero ritirati, passati alle scuole di volo, e sostituiti dai nuovi modelli di Farman. Gli Aviatik biposto costruiti dalla SAML (Società Anonima Meccanica Lombarda), vennero inizialmente adottati per la difesa di Udine, Verona e Brescia.
Il 20 ed il 28 agosto 1915 la 1ª Squadriglia Caproni effettua i primi bombardamenti del campo volo di Aisovizza con i Caproni Ca.32 (300 hp).
Nella Terza battaglia dell'Isonzo in ottobre sono operative anche la 2ª Squadriglia Caproni e la 3ª Squadriglia Caproni.
Finalmente, nel novembre del 1915 fu possibile attrezzare quattro squadriglie operative con i Ca.32, inquadrate nel Gruppo comando supremo, i cui trimotori sono in grado di sganciare quattro quintali di bombe addentrandosi per un centinaio di chilometri in territorio nemico e con un equipaggio di quattro uomini.
Nel primo trimestre 1916 erano operative 7 Squadriglie di Ca. 300, nel secondo 12.
Agli inizi questi aeroplani erano impiegati in azioni poco appropriate, ovvero come una specie di artiglieria volante da contrapporre a quella nemica a terra. Le perdite furono assai dolorose. Con l'avvento dei motori da 450 CV (331 kW o 444 hp), con i Caproni Ca.33 furono attaccate le basi ed i porti più lontani. Il 17 maggio venne attaccato il porto di Pola, base della flotta austriaca. Fino ad allora compito dei dirigibili, vennero effettuate anche incursioni notturne.
Dal 17 marzo la 13ª Squadriglia da ricognizione e combattimento (che dal 15 aprile diventa 34ª Squadriglia) dotata di 6 Farman 14 con motore Fiat A.10 inizia i voli di guerra a Valona.
Il 4 aprile 1916 il dirigibile V2 dell'Aeroporto di Ferrara-San Luca bombarda il nodo ferroviario di Nabresina alle ore 2.00 dove sganciò, da 1950 metri di quota, 600 kg di bombe.
Il 7 aprile la 1ª Squadriglia caccia con il Tenente Francesco Baracca su Nieuport 11 attacca un Hansa-Brandenburg C.I costringendolo all'atterraggio ed il volontario Luigi Olivari, il capitano Domenico Bolognesi ed il Cap. Tacchini ne abbattono un altro realizzando le prime vittorie certe dell'aviazione italiana in quanto i nemici vengono catturati.
Il 1º agosto un Caproni Ca.33 della 1ª Squadriglia Caproni, 3 Ca.33 della 4ª Squadriglia, 3 Ca della 6ª Squadriglia, un Ca della 7ª Squadriglia, 4 Ca. della 8ª Squadriglia e 3 Ca. della 10ª Squadriglia da bombardamento "Caproni" bombardano il silurificio di Fiume ma dopo lo sgancio delle bombe un Ca della 4ª viene attaccato dall'idrovolante Lohner L dell'asso Goffredo de Banfield ed è costretto ad un atterraggio di emergenza in territorio austriaco.
Nell'ambito della Sesta battaglia dell'Isonzo il 9 agosto un Ca. della 3ª Squadriglia e 3 Ca. della 6ª Squadriglia bombardano Dornberg e Prvačina.
Al 1º settembre 1916 l'aviazione aveva 369 piloti, 162 osservatori, 123 mitraglieri, 43 Caproni, 121 Farman, 28 Voisin, 38 Caudron G.3 e 7 Caudron G.4 bimotori, 63 Nieuport, 16 Aviatik, 12 FBA Type H per un totale di 328 aerei in 7 Gruppi per 42 squadriglie.
Il 13 settembre due Ca. della 1ª Squadriglia Caproni, 4 della 3ª Squadriglia e 4 della 7ª Squadriglia bombardano di notte il Cantiere navale di Trieste. 
Nel 1916 la supremazia aerea austriaca era netta dovuta alla migliore qualità degli aerei e degli idrovolanti ad eccezione dei bombardieri Caproni che non avevano concorrenti.

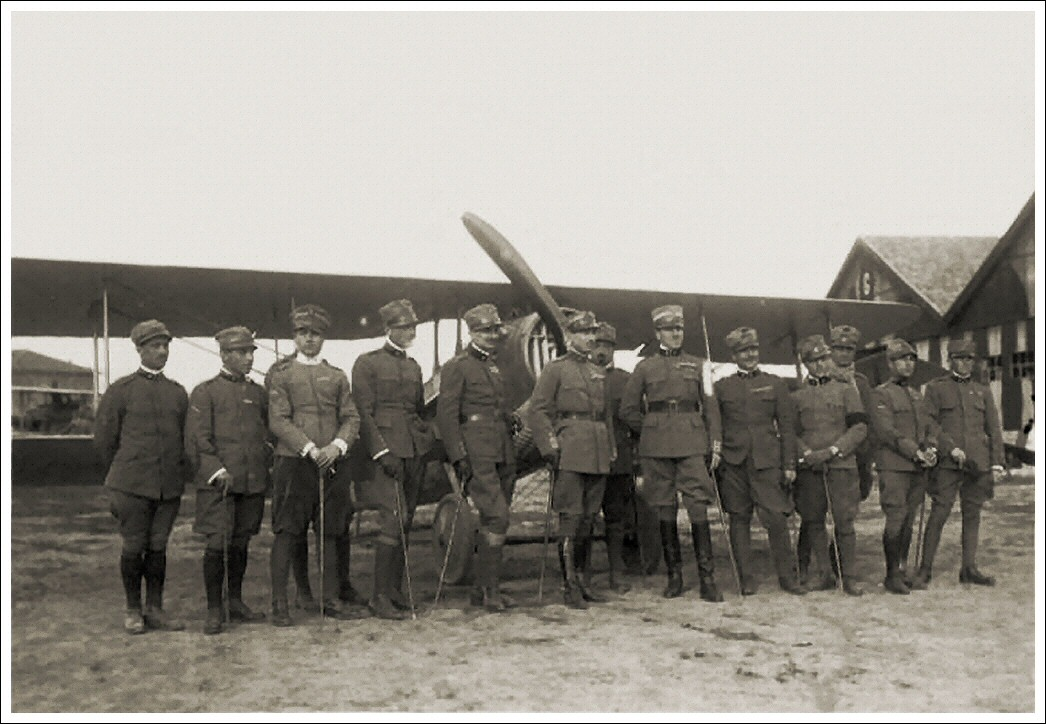
I piloti della 91ª Squadriglia aeroplani da caccia comandata da Francesco Baracca.

Nel 1917 si accorparono le squadriglie di bombardieri nel Raggruppamento Bombardamento, il quale comprendeva il 4º, l'11º ed il 14º Gruppo, con dodici squadriglie, al comando del Tenente Colonnello Egidio Carta, dipendente dell'Ufficio Servizi del colonnello Riccardo Moizo. Più tardi invece il Raggruppamento Bombardamento fu affiancato a quello da caccia sotto un Comando Aeronautica del colonnello Ernesto La Polla, e da squadriglie di osservazione. 
Al 1º gennaio per la Campagna di Albania era presente l'VIII Gruppo (poi 8º Gruppo di Volo) con l'11ª Squadriglia Caproni, la 34^ Farman e la Sezione Nieuport ed al 1º maggio in Macedonia la 47ª Squadriglia ed una sezione dell'83^ e nella colonia della Libia la 12ª e la 104ª Squadriglia e due sezioni.
In maggio ebbe luogo la Decima battaglia dell'Isonzo nella quale si ebbero grandi scontri nei cieli nei quali gli austriaci non riuscirono ad opporre resistenza alla presenza dell'aviazione italiana che effettua grandi azioni di massa.
In giugno nell'ambito della Battaglia del monte Ortigara si verificano intensi scontri aerei nei quali gli austriaci subiscono grandi perdite dovute ai nuovi SPAD S.VII e Nieuport 17 che forniscono la superiorità aerea rispetto alla caccia austriaca meno dotata.
Il 2 agosto la 2ª Squadriglia bombarda l'arsenale di Pola, la 6ª Squadriglia con 4 Ca attacca obiettivi militari su Pola e l'8ª Squadriglia con 4 Ca, partecipa al bombardamento notturno di Pola con l'osservatore Gabriele D'Annunzio che torna anche il 3 e 9 agosto con Luigi Gori e Maurizio Pagliano.
La 3ª Squadriglia il 3 agosto con un Ca. lancia 8 bombe sull'Arsenale di Pola provocando un incendio ed il 4 agosto con 2 Ca. torna a bombardarlo, la 7ª Squadriglia il 3 agosto con 3 Ca. bombarda di notte il Cantiere navale di Pola e la 13ª Squadriglia con i Caproni Ca. 33 450 hp il 3, 4 e 9 agosto partecipa all'attacco di Pola.
La 10ª Squadriglia il 6 agosto bombarda di notte installazioni militari di Pola.
Dalla metà di agosto, nell'ambito dell'Undicesima battaglia dell'Isonzo, vi fu un grande impiego di aerei anche in grosse formazioni, in condizione di superiorità aerea per l'aviazione italiana che inviava in volo oltre 200 velivoli al giorno.
Dopo la Battaglia di Caporetto il 20 novembre l'aviazione italiana disponeva per l'esercito di 59 squadriglie e 2 Sezioni dotate di 378 aerei (59 Caproni, 9 Farman, 5 Caudron, 59 SAML S.2, 1 Savoia-Pomilio SP.2, 55 Savoia-Pomilio SP.3, 19 Savoia-Pomilio SP.4, 28 Pomilio PC, 6 SIA 7b, 31 Nieuport 11, 36 SPAD S.VII 140, 34 Hanriot HD.1 e 36 vari) per 457 piloti, 284 osservatori e 152 mitraglieri oltre ai 119 piloti di Marina.

La stazione idrovolanti "Giuseppe Miraglia" della Regia Marina, a Venezia nel 1917

A fine anno l'aviazione della Marina, che dopo Caporetto aveva dovuto lasciare la stazione di Grado, dispone di 34 idrovolanti nella laguna di Venezia, 7 all'idroscalo di Porto Corsini, 4 ad Ancona, 11 a Varano (Ancona), 22 a Brindisi, 6 ad Otranto, 4 a Santa Maria di Leuca, 24 a Valona ed 8 a bordo dell'Europa (nave appoggio idrovolanti) in aggiunta ai 103 distribuiti nelle stazioni a difesa del traffico a Sanremo, Porto Maurizio, Varazze, Rapallo, La Spezia, Campiglia, Piombino, Civitavecchia, Ponza, Napoli, Sapri, Milazzo, Catania, Siracusa e Palermo. L'Ispettorato per la difesa del Traffico Nazionale dal 17 febbraio 1917 fino alla fine dell'anno ha svolto 2.377 voli di guerra. Tra la battaglia di Caporetto e la prima battaglia del Piave l'aviazione italiana ostacola l'avanzata nemica, causando problemi logistici agli austro-tedeschi e costringendoli a rallentare l'avanzata.
Il 25 dicembre 1917 l'asso canadese capitano William George Barker del No. 28 Squadron RAF britannico basato ad Istrana (Treviso) piombò da solo sul campo della 204ª Jasta tedesca da ricognizione con il suo Camel B6313 lasciando lo scompiglio. Il giorno successivo i tedeschi organizzarono una pronta risposta e, alle 8:30 della mattina, 25 tra biposto DFW C.V e bimotori AEG G.IV, scortati a quota più alta da 15 caccia tra Albatros D.III e Albatros D.V, piombarono sull'Aeroporto di Istrana, dove erano il 6º Gruppo caccia ed il 10º Gruppo italiani. Nella Battaglia di Istrana 15 caccia italiani Hanriot HD.1 riuscirono a decollare, abbattendo con l'aiuto di 3 Sopwith Camel britannici 11 aerei tedeschi senza riportare perdite conseguendo una netta vittoria.
Il 1º marzo 1918 si chiude l'Ufficio Servizi Aeronautici e nasce il Comando Superiore di Aeronautica comandato dal maggior generale Luigi Bongiovanni.
Alla stessa data l'Italia vede schierato sul fronte occidentale in Francia il XVIII Gruppo (poi 18º Gruppo caccia) con la 3ª Squadriglia Caproni, la 14ª Squadriglia e 15ª Squadriglia da bombardamento Caproni.
L'onorevole Eugenio Chiesa, per la sua grande autorità e dirittura morale, fu nominato Commissario Generale per il Corpo Aeronautico nel governo Orlando, dal 1º novembre 1917 al 14 dicembre 1918. Non accettò l'incarico di ministro ma quello di Commissario Generale d'Aeronautica, all'interno del Ministero per le Armi e Munizioni per non giurare fedeltà al re.
Tale Commissariato aveva il compito di coordinare e presiedere alla mobilitazione industriale ed alla produzione di aeroplani e motori.
Presto i risultati di tale impegno dettero i loro frutti.
Il 10 aprile al fronte l'Italia schierava 232 caccia, 66 bombardieri e 205 ricognitori oltre ai rinforzi dalla Francia con 20 ricognitori e dall'Inghilterra con 54 caccia e 26 ricognitori.
Nel mese di giugno, nell'ambito della Battaglia del solstizio, l'aviazione italiana in zona di guerra disponeva di 65 squadriglie e 9 Sezioni con 647 aerei per 770 piloti, 474 osservatori, 176 mitraglieri, 916 motoristi e 477 montatori e fu vittoriosa nei cieli in modo netto parimenti alle truppe di terra.
Nel mese di ottobre, l'Italia disponeva di 58 bombardieri e di 210 caccia, comprese le quattro squadriglie della Marina con i biplani Ca.44 (Ca.5), da 600 CV, ed i grandi triplani Ca.40 (Ca.4) da 1 200 CV, con un carico bellico di 3.000 kg., per un peso totale di 6.500 kg.
L'Italia schierò almeno 60 dirigibili, seconda solo alla Germania, sia per numero che per intensità di impiego. Dieci dirigibili andarono perduti in combattimento e quattro in incidenti.
I bombardieri effettuarono numerose incursioni e anche i caccia ottennero la superiorità aerea durante l'offensiva finale sui cieli dei combattimenti. Quasi tutti i caccia italiani erano di progettazione francese, tranne l'Ansaldo A.1 Balilla, agile biplano, il quale però giunse troppo tardi nel conflitto per essere utilizzato concretamente.

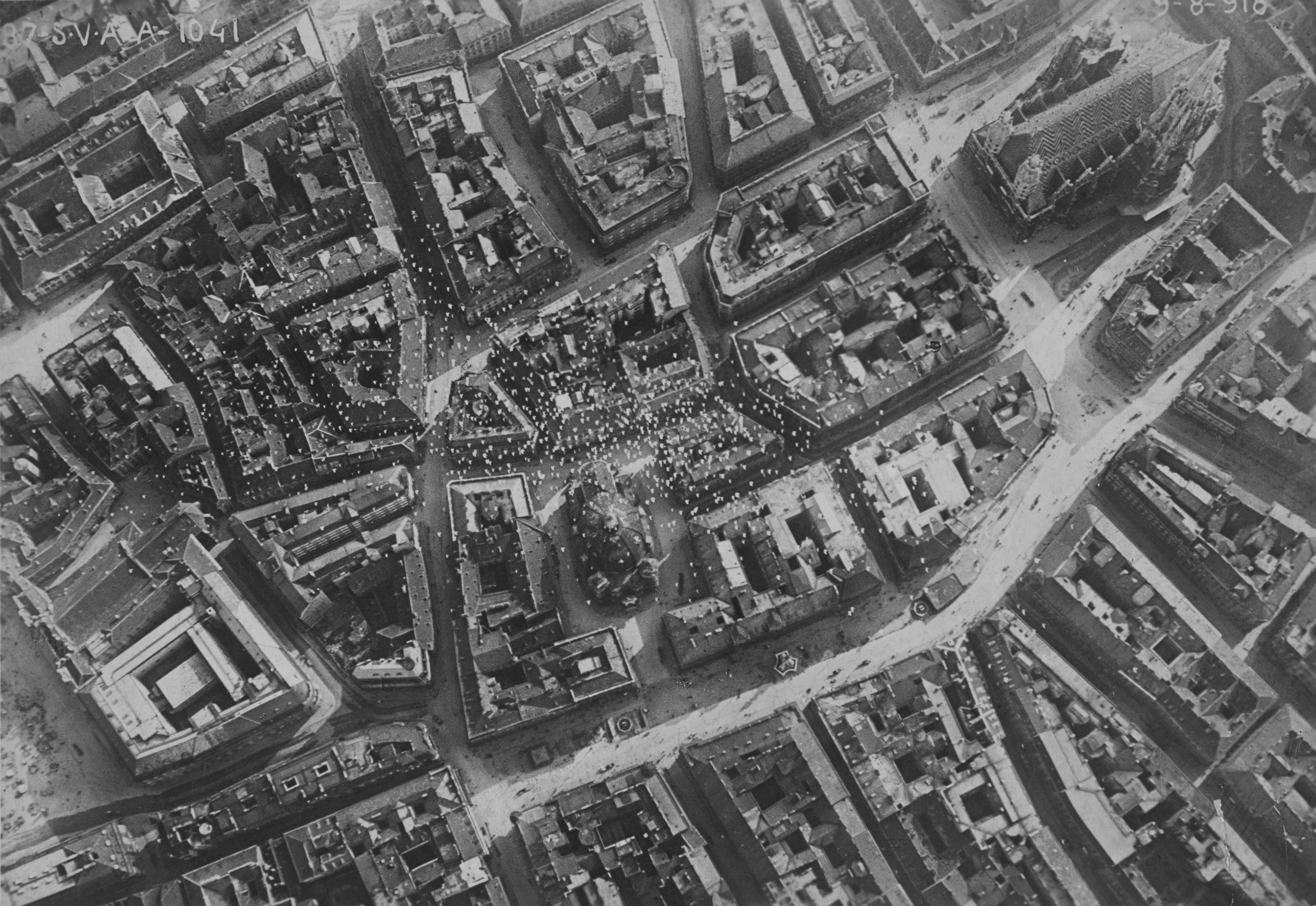
Gli SVA lanciarono manifestini alla quota di 800 metri. Non ci fu reazione da parte degli austriaci; due caccia avevano avvistato la formazione e si erano affrettati ad atterrare per dare l'allarme, ma non furono creduti.

Nel 1918 arrivò anche il velocissimo S.V.A., progettato dagli ufficiali ingegneri Umberto Savoja e Rodolfo Verduzio per l'Ansaldo. Eccezionale nella salita e per la velocità, era reputato poco maneggevole e agli inizi venne adottato per la ricognizione, nella quale si dimostrò eccezionale. Fu anche usato come cacciabombardiere d'appoggio tattico alla Cavalleria. Il 9 agosto lo SVA fu protagonista del celebre volo su Vienna. 11 SVA della 87ª Squadriglia Aeroplani partirono da San Pelagio, una località nei pressi di Padova, di cui tre furono costretti al rientro, mentre gli altri attraversavano le Alpi sulla rotta Udine-Klagenfurt, alla quota di 3 500 metri. L'aereo del Tenente Sarti era costretto ad atterrare in vista della meta, gli altri sette giunsero su Vienna, compreso Gabriele D'Annunzio, sullo SVA numero 10 pilotato dal Capitano Natale Palli.
Al 4 novembre 1918 erano al fronte 25 Gruppi. Gli italiani disponevano di 84 squadriglie di cui al fronte 64 più 6 Sezioni con 1055 aerei, quelle oltremare e le 20 squadriglie e 6 Sezioni da Difesa.
Inoltre il servizio Aeronautico della Marina disponeva di 103 aerei e 241 idrovolanti in Adriatico e 5 aerei e 140 idrovolanti nelle squadriglie di difesa del traffico. Complessivamente quattro squadriglie con i biplani Ca.44 (Ca.5), da 600 CV, ed i grandi triplani Ca.40 (Ca.4) da 1.200 CV, con un carico bellico di 3 000 kg, per un peso totale di 6 500 kg.
Nella guerra l'aviazione aveva abbattuto oltre 600 aerei nemici.
Gli aviatori caduti in voli di guerra, in incidenti di volo o in addestramento erano stati 1784, con la concessione di 24 Medaglie d'oro al valor militare, 1.890 d'argento e 1.312 di bronzo.
Un terzo dei caduti sono dovuti per azione nemica ed i due terzi per incidenti di volo.
Lo sforzo bellico italiano aveva prodotto 12.000 aeroplani e più di 24.000 motori, superata da Francia, Germania e Regno Unito, seguita da Russia, Austria e Stati Uniti d'America. Tornata la pace, si guardò all'impiego civile dell'aereo e anche molti piloti militari si rivolsero verso quest'ambito. Come sottolineato in ambito storiografico (specie da Giorgio Rochat) "l'italietta liberale", tanto vituperata negli anni '20, era riuscita a costruire quasi dal nulla una grande forza aerea, ad equipaggiarla in maniera adeguata (ed in alcuni settori anche d'avanguardia) e ad ottenere, tra il 1917 e il 1918, la supremazia e il dominio dell'aria sopra il fronte italiano; classificandosi come 4° potenza aerea mondiale. Oltre tutto producendo più aeroplani nel periodo 1915-1918 di quanti non furono costruiti nel periodo 1940-1943, malgrado nel 1915 l'industria aeronautica italiana fosse tutta da inventare. Questo risultato era tanto più notevole perché certificava la capacità della dirigenza politica e militare italiana di cambiare idea e di rivalutare un'arma che, ancora nel 1914, considerava con un certo interesse, ma senza darle alcuna importanza. In particolare l'aereo, oltre a conquistare una indubbia importanza dal punto di vista propagandistico, iniziò ad essere visto come un insostituibile mezzo da ricognizione per la stragrande maggioranza degli ufficiali superiori dell'esercito (sovente per formazione artiglieri), mentre la politica si attivò per aumentare la quantità e la qualità dei mezzi aerei italiani, anche a discapito delle nascenti industrie aeronautiche, costrette a produrre quello che serviva (anche su licenza) e non quello che volevano produrre. Non mancarono però (come in tutte le nazioni belligeranti) anche dei contratti assai svantaggiosi per l'esercito e che si risolsero in fallimenti costosi a livello economico.

### Il primo dopoguerra
Dei 78.624 tra ufficiali, sottufficiali, truppa ed impiegati civili in forza nel novembre 1918 nel febbraio 1919 erano rimasti 14 gruppi su 35 squadriglie e 5 sezioni e nel successivo mese di marzo vengono chiuse altre 5 squadriglie. Nel 1920 si ricorda il notevole raid Roma-Tokyo compiuto da due SVA, pilotati da Arturo Ferrarin e Guido Masiero. L'impresa era stata pensata da D'Annunzio, che non partecipò. Parteciparono cinque Caproni e sette SVA, tra i quali quelli di Ferrarin e Masiero che fungevano unicamente da staffette, con aerei usati, ma che furono gli unici ad arrivare, entrando nella Storia dell'Aviazione.
Il Regio Decreto nº 451 del 20 aprile 1920 istituisce l'"Arma Aeronautica dell'Esercito" al posto del Corpo Aeronautico dell'Esercito ed il Regio Decreto nº 1438 del 30 settembre 1920 creò la "Forza Aerea della Regia Marina" al posto del Servizio Aeronautico della Marina.
La riconquista della Libia (1922-1932) vide protagonisti gli Ansaldo SVA ed i Caproni Ca.33-Ca.36, sostituiti col tempo dai nuovi IMAM Ro.1 e Caproni Ca.73 e Ca.101 che, oltre alle azioni di bombardamento e ricognizione (assente la caccia in quanto mancava un'aviazione avversaria), si occupavano anche del rifornimento delle truppe per i generi di prima necessità. Nel febbraio del 1922, il X Battaglione Àscari Eritrei venne assediato dai ribelli ad el-Azizia (Tripolitania italiana) e la sola possibilità di collegamento era quella aerea. 5 Caproni Ca.36 e qualche monomotore Ansaldo S.V.A. trasportarono per due mesi truppe fresche all'andata ed evacuavano feriti e personale civile al ritorno, compiendo così il primo ponte aereo della storia .
In patria il Corpo venne organizzato in Raggruppamenti: bombardamento-ricognizione, caccia e dirigibili. Gli aerei disponibili erano 273, mentre l'aviazione di Marina contava su 54 idrovolanti. Nel suo primo gabinetto (31 ottobre 1922) il capo del governo Benito Mussolini nominò due direttori generali: il maggior generale Giulio Douhet, per l'Aeronautica militare, e il tenente colonnello Arturo Mercanti per l'Aviazione civile.
Dopo l'istituzione, il 24 gennaio 1923, di un Commissariato per l'Aeronautica o Comando Generale dell'Aeronautica, venne istituita la Regia Aeronautica con il Regio decreto 28 marzo 1923 n. 645: ad essa erano affidate tutte le forze aeree militari dell'esercito, del Regno e delle colonie, mentre la Forza aerea della Marina restò autonoma fino al 1931. Nel 1925 nacque il ministero dell'aeronautica.

## Velivoli utilizzati
- Ansaldo A.1
- Ansaldo S.V.A.
- Caproni Ca.18
- Caproni Ca.20
- Caproni Ca.31
- Caproni Ca.32
- Caproni Ca.33
- Caproni Ca.40
- Caproni Ca.44
- Farman MF 11 Shorthorn (Farman MF 1914)
- Hanriot HD.1
- Macchi M.7
- Nieuport 11
- SPAD S.VII
- SPAD S.XIII
- SIA 7
- Pomilio PC
- Pomilio PE

## Piloti famosi

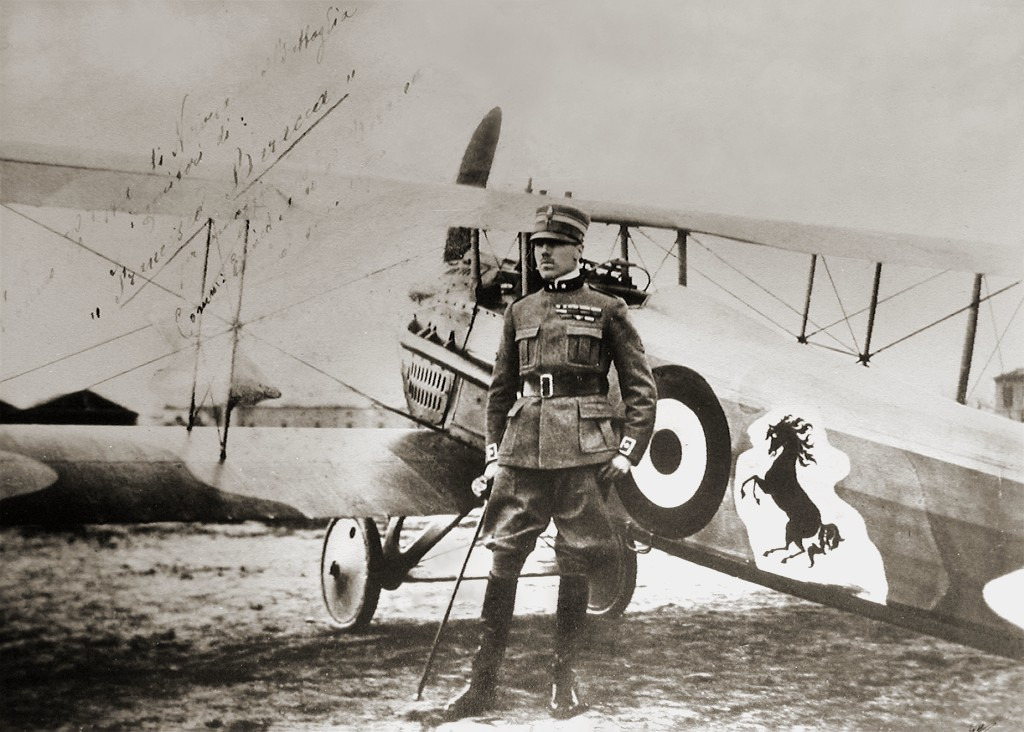
Francesco Baracca, il maggior asso italiano della Grande Guerra

I piloti con almeno cinque vittorie confermate erano classificati "Assi". Gli Assi italiani furono 40, tra questi i primi sono:
- maggiore Francesco Baracca, 34 vittorie;[40]
- tenente Silvio Scaroni, 26 vittorie;[41]
- tenente colonnello Pier Ruggero Piccio, 24 vittorie;[42]
- tenente Flavio Torello Baracchini, 21 vittorie[43]
- capitano Fulco Ruffo di Calabria, 20 vittorie.[44]
- colonnello Alvaro Leonardi, 8 vittorie.
- tenente di vascello Orazio Pierozzi con 7 vittorie ottenute con l'idrovolante Macchi M.5.